# NGC 4831
NGC 4831 (również PGC 44340) – galaktyka eliptyczna (E/SB0), znajdująca się w gwiazdozbiorze Hydry. Odkrył ją John Herschel 22 marca 1836 roku.